# Enver
Enver ist als Variante des arabischen Namens Anwar ein u. a. albanischer und türkischer männlicher Vorname. Außerdem tritt Enver auch als estnischer Vorname auf.

## Varianten
- Enwer (aus dem Kyrillischen transkribiert)

## Namensträger

### Osmanische Zeit
- İsmail Enver (1881–1922), bekannt als Enver Pascha, türkischer General und Kriegsminister

### Vorname Enver
- Enver Bayezit (* 1993), türkischer Fußballspieler
- Enver Bukić (1937–2017), slowenischer, früher jugoslawischer Schachspieler
- Enver Duran (* 1945), türkischer Chirurg und Rektor Emeritus der Trakya-Universität Edirne
- Enver Gjokaj (* 1980), albanisch-US-amerikanischer Schauspieler
- Enver Hadžiabdić (* 1945), jugoslawischer Fußballspieler und -trainer
- Enver Hoxha (1908–1985), albanischer Politiker
- Enver Jääger (* 1982), estnischer Fußballspieler
- Enver Marić (* 1948), jugoslawischer Fußballspieler
- Enver Marina (* 1977), albanischer Fußballspieler
- Enver Cenk Şahin (* 1994), türkischer Fußballspieler
- Enver Şimşek (1961–2000), in Deutschland ermordeter türkischer Blumenhändler
- Enver Tuncer (* 1971), deutscher Journalist und Hörfunkmoderator türkischer Abstammung
- Enver Ürekli (1946–2005), türkischer Fußballspieler und -trainer

### Vorname Enwer
- Enwer Ablajew (* 1979), ukrainischer Freestyle-Skier und Trainer
- Enwer Ismailow (* 1955), ukrainischer Gitarrist
- Enwer Gennadjewitsch Lissin (* 1986), russischer Eishockeyspieler

### Nachname Enver
- Aslı Enver (* 1984), türkische Schauspielerin

## Sonstiges
- 24641 Enver, ein Hauptgürtelasteroid
- Enver-Pascha-Brücke, ehemalige Brücke über den Teltowkanal im Potsdamer Stadtteil Babelsberg